# Опісля (роман)
«Опісля» (англ. After) — роман художньої літератури для дорослих, написаний американською авторкою Анна Тодд у 2014 році та опублікований видавництвом «Gallery Books» з тиражем понад 15 млн екземплярів. Книга переведена на більш ніж 30 мов та є бестселером у багатьох країнах. Роман налічує 98 глав, включаючи останню главу з точки зору Гардіна, а не з Тесси.

## Історія написання
Натхненна музикою і фандомами групи One Direction 2013 року письменниця Анна Тодд почала писати історії, пов'язані з учасником групи Гаррі Стайлзом на своєму телефоні та публікувати їх у додатку «Wattpad» — по одній главі в день протягом року. Незабаром її хобі переросло в кар'єру, адже «Опісля» змогли ознайомитися понад 800 мільйонів любителів якісних романтичних історій. Існують тисячі робіт, позначених або «One Direction», або іменами членів групи. Проте вже першою книгою письменниця зуміла захопити нішу любовних еротичних творів. Усі романи Анни Тодд покликані заповнити прогалини й недоліки творів інших письменників. Як зізналася сама письменниця, після прочитання популярних творів у цьому жанрі її інтерес був не до кінця задоволений. І щоб виправити цей момент, дівчина взялася за перо з метою створити ідеальну історію любовного жанру.
Тодд написала на Wattpad три книги, кожна з яких описувала розвиток бурхливих відносин між студентами коледжу Тесою Янг і Гаррі Стайлсом (Гардіном Скоттом у друкованій версії).
Починаючи з 2014 року, Анна і її публікації на платформі Wattpad стали привертати до себе увагу ЗМІ, а саме The New York Times, The Washington Post, Cosmopolitan, New York Magazine, Nylon, і Billboard.
У 2015 році Анна Тодд анонсувала, що буде виданий роман «До того як», приквел «Опісля», у якому події роману будуть описані з точки зору Гардіна Скотта.
Восени 2016 року Анна отримала нагороду в категорії «Найкращий письменник романів» від New Romance Festival.

## Сюжет
«Головна героїня — мила і сором'язлива дівчина, на ім'я Тесса, яка вступає до престижного коледжу штату Вашингтон, виконуючи заповітну мрію матері. Дівчина твердо має намір старанно вчитися, а якщо пощастить — знайти друзів, з якими можна весело проводити час. Головна героїня залишається одна в абсолютно незнайомому їй місці, хлопець і мати їдуть до рідного міста, а єдиним компаньйоном Тесси стає її амбітна й неординарна сусідка Стеф. Побачивши перед собою справжню невинність і скромність, а також слухняну дівчинку з маленького містечка, Стеф вирішує взяти Тессу з собою на вечірку до відомого серед студентів парубка Скотта Гардіна. Їхня випадкова зустріч перевертає все. Вона — старанна студентка і зразкова дочка, а він — зухвалий та привабливий бунтар з непростим минулим. І справді, настільки несхожих людей у світі не знайти. Між ними відразу спалахує іскра кохання, але герої ще дуже молоді й не можуть до кінця розібратися у своїх почуттях. Саме Гардін переверне світ Тесси з ніг на голову. Він змусить дівчину забути про зразкову поведінку й сповна насолодитися смаком вільного студентського життя… а сам, який звик міняти дівчат як рукавички, теж буде змінюватися заради Тесси.
Але це знайомство розділить життя закоханих на до і після…»

## Персонажі
- Тесса (Тереза) Янг — 18-річна дівчина, яка починає свій перший курс коледжу.
- Гардін Скотт — непокірний, задумливий британський студент.
- Стеф Джонс — пікантна, неординарна дівчина і сусідка по кімнаті Тесси.
- Ной — хлопець середньої школи Тесси.
- Молі Самуельс — підла дівчина, яка закохана в Гардіна.
- Керрол Янг — мати Тесс.
- Зед Еванс — друг Гардіна з коледжу, який цікавиться Тессою.
- Кен Скотт — батько Гардіна та чинний ректор університету штату Вашингтон.
- Карен Скотт — нова дружина Кена та мати Ландона.
- Ландон Гібсон — найкращий друг Тесси та зведений брат Гардіна.

## Екранізація
У 2014 році компанія Paramount Pictures придбала права на екранізацію сюжету книг серії «Після». Сюзан Макмартін написала сценарій, а Дженніфер Гібгот взяла на себе відповідальність за продюсування фільму. Розвиток проєкту рухався повільно. Тому у 2017 році Анна Тодд повернула собі права, не продовжуючи термін дії контракту. Але незабаром вона продала ці права невеликій студії, де б вона могла бути сильніше залучена в процес виробництва і мати більше контролю над знімальним процесом. Сюзан Макмартін, яка до цього була сценаристом «Після», залишила проєкт в середині 2017 року. Тамара Честна працювала для внесення оновлень в сценарій, написаний Макмартін. Відповідальність за остаточну версію сценарію взяла на себе режисер фільму, Дженні Гейдж.
Продюсерами картини стали Марк Кентон і Кортні Соломон компанії CalMaple Films, а також Дженніфер Гібгот з Offspring Entertainment. Фінансуванням фільму зайнялися CalMaple, Voltage Pictures і Diamond Film Productions. Також до продюсування підключилися Арон Левітц з Wattpad, Анна Тодд і Денніс Пеліно з CalMaple. Виконавчими продюсерами «Після» були позначені Медоу Вільямс і Свен Теммел з Diamond Films, Адам Шенкман з Offspring Entertainment, Ніколас Чартье і Джонатан Дектер з Voltage, Скотт Керол з CalMaple та Ерік Лерман з Wattpad.
У січні 2018 року почалися прослуховування на головні ролі у фільмі «Після». Для продюсерів пріоритетом була обов'язкова хімія між акторами. Після декількох місяців прослуховувань на роль Гардіна прийняли англійського актора Гіро Файнс-Тіффіна, а на роль Тесси — Джозефін Ленгфорд. Виробництво фільму було завершено 25 серпня 2018 року. Спочатку прем'єра була призначена до Дня всіх закоханих є 2019 році (14 лютого), але внаслідок зміни студії дату відклали. Прем'єра фільму «Після» компанії Aviron Pictures відбулася в США 12 квітня 2019 року.
У 2020—2023 роках вийшли сиквели: «Після сварки» (2020), «Після падіння» (2021), «Після. Довго і щасливо» (2022), «Після. Назавжди» (2023).

## Список творів авторки
- «Опісля» (жовтень 2014 року)
- «Опісля сварки» (листопад 2014 року)
- «Опісля падіння» (грудень 2014 року)
- «Опісля — довго і щасливо» (лютий 2015)
- «До того як» (грудень 2015)
- «Нічого більше» (вересень 2016)
- «Imagines» (співавтор, квітень 2016)
- «Ніяк не менше» (грудень 2016)
- «Сестри Спрінг» (січень 2018)
- «Яскраві зірки» (вересень 2018)

## Цитати
«— Пам'ятаєш, ти запитувала, кого я люблю понад усе на світі? — запитує він. Я киваю, хоча це здається мені таким далеким, що я і не думала, що він пам'ятає про цю розмову. — Тебе. Найбільше я люблю тебе…»
«Одного разу відчувши свободу, ти від неї вже не відмовишся»
«Ти помилився; ти прийняв мою доброту за слабкість — а це дуже велика помилка»
«Я не знаю, що в Гардіні робить мене такою емоційною. Думка, що він використовує мене, засмучує більше, ніж я очікувала. Я зовсім заплуталася в почуттях. Я його ненавиджу, а через хвилину готова розцілувати. Він змушує мене відчувати те, про що я навіть не підозрювала, і не тільки в сенсі сексу. Він змушує сміятися і плакати, стогнати і кричати, але перш за все він змушує відчувати себе живою»
«Гардін замкнутий — мій не улюблений тип Гардіна, таким, він подобається мені навіть менше, аніж Гардін сердитий»
«До зустрічі з тобою я і не знав, як це — дивитися на когось і посміхатися просто так, без причини»
«Моє життя до нього було таким простим і вирішеним, а тепер після нього… Це просто… Після»
«I feel as though I am ice and he is fire. We are so completely different, yet the same»
«Гардін схожий на наркотик; кожного разу, коли я беру його найменшу частинку, я прагну ще й ще. Він поглинає мої думки і вторгається в мої мрії»
«Я виявляю в тобі найгірше, але ти виявляєш найкраще в мені»
«You took something from me that wasn't yours, Hardin. That was meant for someone who loved me, loved me truthfully. It was his, whoever he is, and you took that…»
«— Are you mine?

— Yes, always. I don't have a choice. I haven't since the day I met you»